# Монголія на Чемпіонаті світу з водних видів спорту 2015
Монголія взяла участь у Чемпіонаті світу з водних видів спорту 2015, який пройшов у Казані (Росія) від 24 липня до 9 серпня.

## Плавання
Монгольські плавці виконали кваліфікаційні нормативи в дисциплінах, які наведено в таблиці (не більш як 2 плавці на одну дисципліну за часом нормативу A, і не більш як 1 плавець на одну дисципліну за часом нормативу B):
Чоловіки
| Спортсмен         | Дисципліна           | Попередній заплив | Попередній заплив | Півфінал        | Півфінал        | Фінал           | Фінал           |
| Спортсмен         | Дисципліна           | Час               | Місце             | Час             | Місце           | Час             | Місце           |
| ----------------- | -------------------- | ----------------- | ----------------- | --------------- | --------------- | --------------- | --------------- |
| Батсайхан Дулгуун | 50 м вільним стилем  | 25.42             | 79                | Завершив виступ | Завершив виступ | Завершив виступ | Завершив виступ |
| Батсайхан Дулгуун | 100 м батерфляєм     | 58.57             | 64                | Завершив виступ | Завершив виступ | Завершив виступ | Завершив виступ |
| Делгерхуу Мягмар  | 100 м вільним стилем | 55.67             | 95                | Завершив виступ | Завершив виступ | Завершив виступ | Завершив виступ |
| Делгерхуу Мягмар  | 50 м брасом          | 32.07             | 63                | Завершив виступ | Завершив виступ | Завершив виступ | Завершив виступ |

Жінки
| Спортсменка       | Дисципліна           | Попередній заплив | Попередній заплив | Півфінал         | Півфінал         | Фінал            | Фінал            |
| Спортсменка       | Дисципліна           | Час               | Місце             | Час              | Місце            | Час              | Місце            |
| ----------------- | -------------------- | ----------------- | ----------------- | ---------------- | ---------------- | ---------------- | ---------------- |
| Енххуслен Батбаяр | 100 м вільним стилем | 1:05.15           | 82                | Завершила виступ | Завершила виступ | Завершила виступ | Завершила виступ |
| Енххуслен Батбаяр | 100 м на спині       | 1:13.52           | 62                | Завершила виступ | Завершила виступ | Завершила виступ | Завершила виступ |
| Єсуй Баяр         | 50 м вільним стилем  | 29.90             | 88                | Завершила виступ | Завершила виступ | Завершила виступ | Завершила виступ |
| Єсуй Баяр         | 50 м на спині        | 35.44             | 49                | Завершила виступ | Завершила виступ | Завершила виступ | Завершила виступ |

Змішаний
| Спортсмени                                                     | Дисципліна                           | Попередній заплив | Попередній заплив | Фінал            | Фінал            |
| Спортсмени                                                     | Дисципліна                           | Час               | Місце             | Час              | Місце            |
| -------------------------------------------------------------- | ------------------------------------ | ----------------- | ----------------- | ---------------- | ---------------- |
| Єсуй Баяр Батсайхан Дулгуун Енххуслен Батбаяр Делгерхуу Мягмар | естафета 4x100 метрів вільним стилем | 4:08.85           | 26                | Завершили виступ | Завершили виступ |
| Енххуслен Батбаяр Делгерхуу Мягмар Батсайхан Дулгуун Єсуй Баяр | естафета 4x100 метрів комплексом     | 4:34.46           | 26                | Завершили виступ | Завершили виступ |